# Сигал, Кирилл Яковлевич
Кирилл Яковлевич Сигал (род. 3 августа 1973, Москва) — российский лингвист. Доктор филологических наук, главный научный сотрудник отдела экспериментальных исследований речи Института языкознания РАН. Специалист в области общего и русского языкознания. Сфера научных интересов: теория эксперимента в лингвистике, синтаксис, пунктуация, речеведение, метаязыковой и эстетический аспекты речевой деятельности.

## Образование
- 1995 — с отличием окончил филологический факультет МГГУ им. М. А. Шолохова[2] (в 1995 г. — МГОПУ; ныне — МПГУ).

Диссертации:
- Проблема иконичности в языке (на материале русского синтаксиса) : Дис. … канд. филол. наук : 10.02.19. М.: Институт языкознания РАН, 1999. 240 с.
- Сочинительные конструкции в тексте: Опыт теоретико-экспериментального исследования (на материале простого предложения) : Дис. … д-ра филол. наук : 10.02.19. М.: Институт языкознания РАН, 2004. 390 с.